# Boyton (Cornouailles)
Pour les articles homonymes, voir Boyton.
Boyton est une paroisse civile et un village des Cornouailles, en Angleterre.